# Bill Fiedler
William John Fiedler (Philadelphia, 1910. január 10. – Brick Township, 1985. szeptember) egykori amerikai válogatott labdarúgó.